# Stenopsyche martynovi
Stenopsyche martynovi är en nattsländeart som beskrevs av Banks 1940. Stenopsyche martynovi ingår i släktet Stenopsyche och familjen Stenopsychidae. Inga underarter finns listade i Catalogue of Life.